# مامبوکابا
مامبوکابا (به پرتغالی: Mambucaba) یک محله در برزیل است که در آنگرا دوس ریس واقع شده‌است. مامبوکابا ۷۰۰ نفر جمعیت دارد و ۶ متر بالاتر از سطح دریا واقع شده‌است.